# جورج ووز
جورج ووز (انگلیسی: George Vose; ۴ اکتبر ۱۹۱۲ – ۲۰ ژوئن ۱۹۸۱) بازیکن فوتبال اهل بریتانیا بود.
از باشگاه‌هایی که در آن بازی کرده‌است می‌توان به باشگاه فوتبال منچستر یونایتد اشاره کرد.